# Helsingin Ponnistus
Helsingin Ponnistus, förkortat Ponnistus, är Finlands äldsta fotbollsklubb (bildad 1887), hemmahörande i Helsingfors i Nyland.

## Historia
Ponnistus bildades 1887 av Viktor Damm och var Finlands första så kallade arbetare-idrottsförening. Föreningen har, vid sidan av fotboll, haft bandy, friidrott och gymnastik på programmet.

## Fotboll
Idag är Ponnistus en renodlad fotbollsförening, den äldsta i Finland. Klubben har spelat i högsta serien vid fyra tillfällen: 1948 (16:e och sista plats), 1968 (elfte och näst sista plats), 1973 (likaledes elfte och näst sista plats), samt 1995 (14:e och sista plats). Säsongen 2015 spelar laget i Fyran.